# De legibus
De legibus es un texto de Marco Tulio Cicerón escrito alrededor del 52 a. C.
De los probables cinco libros que componían esta obra, quedan solo tres. Se inspira en la homónima obra de Platón. 

## Contenido
Cicerón adhiere a la doctrina estoica según la cual las leyes no son el fruto de simples convenciones, sino que se fundamentan en el Derecho natural, basado en la razón innata de todos los hombres. Esta obra había sido concebida en defensa de las viejas leyes constitucionales, interpretadas con espíritu rígidamente conservador, donde cada ley y cada institución estaba justificada, con el objetivo de que el poder se mantenga en manos de la clase dirigente. Del resto de la obra se destaca la parte introductiva, que trata de la ley y el derecho natural, entendida como voz íntima de la conciencia y exaltando la hermandad entre los hombres.
Los personajes del episodio son:
- Cicerón
- Quinto
- Atico

La escena se desarrolla en la villa del mismo Cicerón en Arpino. Las argumentaciones de los tres libros están así subdivididas:
- En el libro I, partiendo de las teorías estoicas de Panecio y Posidonio, trata de la justicia y de las leyes: la justicia es eterna, mientras que las leyes son transitorias. Por tal motivo las leyes no son perfectas y se deben acercar lo mayor posible a la justicia.
- En el libro II se habla de las leyes religiosas.
- En el libro III se detiene sobre las prerrogativas de las varias magistraturas.